# Jacinto Villalvilla
Jacinto Villalvilla Bustos (Palma de Mallorca, España, 9 de agosto de 1963) es un exfutbolista español que se desempeñaba como guardameta.

## Datos más destacados como jugador
En su trayectoria deportiva destacan dos clubes, el Rayo Vallecano con el que jugó en Primera División de España entre 1988 y 1990 y el Club Deportivo Toledo, club al que llegó en la temporada 1991/1992 cuando militaba en Tercera División y con el que consiguió enlazar dos ascensos consecutivos y una promoción de ascenso a Primera División protagonizado la época dorada del Toledo. En el club castellano completó nada menos que 8 temporadas y es uno de los jugadores más recordados por la afición verde. Se retiró en la temporada 1998-1999 poniendo final a una brillante carrera como guardamenta.

## Clubes
| Club              | País   | Año       |
| ----------------- | ------ | --------- |
| R. C. D. Mallorca | España | 1984-1986 |
| Real Murcia C. F. | España | 1987-1988 |
| Rayo Vallecano    | España | 1988-1990 |
| Palamós C. F.     | España | 1990-1991 |
| C. D. Toledo      | España | 1991-1999 |